# Liste der Monuments historiques in Francheville (Meurthe-et-Moselle)
Die Liste der Monuments historiques in Francheville führt die Monuments historiques in der französischen Gemeinde Francheville auf.

## Liste der Objekte
| Bezeichnung                | Beschreibung                                                                 | Standort                        | Kennzeichnung | Schutzstatus | Datum | Bild |
| -------------------------- | ---------------------------------------------------------------------------- | ------------------------------- | ------------- | ------------ | ----- | ---- |
| Skulptur Paulus            | Holz, farbig gefasst, Mitte des 16. Jahrhunderts                             | in der Kirche St-Étienne (Lage) | PM54000251    | Classé       | 1980  |      |
| Hauptaltar                 | Altartisch, Tabernakel, Retabel und fünf Skulpturen; Stein und Gips, um 1870 | in der Kirche St-Étienne (Lage) | PM54000250    | Classé       | 1980  |      |
| Skulptur Heiliger Eliphius | Holz, farbig gefasst, 18. Jahrhundert                                        | in der Kirche St-Étienne (Lage) | PM54000252    | Classé       | 1980  |      |
| Skulptur Madonna mit Kind  | Stein, farbig gefasst, erste Hälfte des 14. Jahrhunderts                     | in der Kirche St-Étienne (Lage) | PM54000253    | Classé       | 1980  |      |
| Chorschranke               | Schmiedeeisen, zweite Hälfte des 18. Jahrhunderts                            | in der Kirche St-Étienne (Lage) | PM54000254    | Classé       | 1980  |      |